# René Verneau
René Verneau, né le 23 avril 1852 à La Chapelle-sur-Loire et mort le 7 janvier 1938 à Paris, est un anthropologue et préhistorien français. Sa vie est marquée par une passion sans faille pour les îles Canaries, avec lesquelles il a entretenu des liens étroits : il s'est rendu pas moins de six fois dans l'archipel au cours de sa longue existence.

## Jeunesse et formation
En 1870, il entre à la Sorbonne pour y étudier la médecine. Mais il doit très vite suspendre ses études, à cause de la guerre franco-allemande de 1870. Influencé par les idées d'Arthur de Gobineau, il lit les œuvres de Jean Louis Armand de Quatrefages de Bréau et de Paul Broca, qui le décident à se tourner vers l'anthropologie.
 En 1873, il devient préparateur d'anthropologie au Muséum national d'histoire naturelle. En 1875, il obtient son doctorat en médecine.

## Biographie
Le tournant de sa vie a lieu en 1877, lorsque le ministère de l'Instruction publique organise une expédition aux Îles Canaries. Il s'agit d'un voyage au budget plutôt modeste, destiné à rassembler des informations scientifiques diverses sur l'archipel, encore mal connu en France. Plus précisément, l'objectif est de trouver des ossements permettant d'opérer un rapprochement entre les premiers habitants des iles Canaries et l'homme de Cro-Magnon, que l'on vient de découvrir dans le Sud-Ouest de la France. Le Muséum national d'histoire naturelle fait appel à Verneau pour cette expédition. Désireux de découvrir le monde, passionné par les nouveautés scientifiques, au même titre que son contemporain et (presque) homonyme Jules Verne, René Verneau accepte la proposition du Musée. En 1877-1878, René Verneau séjourne pour la première fois aux iles Canaries, dans le cadre d'une mission scientifique du Ministère de l'Instruction publique. À l'automne de 1878, il rentre à Paris où il présente son rapport au ministère de l'Instruction publique.
Le 2 septembre 1879 nait à Las Palmas de Grande Canarie le Museo Canario. René Verneau est nommé membre d'honneur de cette institution, en même temps que Sabin Berthelot et Quatrefages.
Entre 1884 et 1887, René Verneau revient aux Canaries, toujours dans le cadre d'une mission scientifique du Ministère de l'Instruction publique, pour y effectuer son plus long voyage. Pendant ces presque quatre années, le savant visite toutes les iles et profite de son séjour pour apprendre l'espagnol, qu'il ne parlera toutefois jamais parfaitement.[réf. nécessaire]
En 1889, il fouille l'allée couverte des Gros Murs, aux Mureaux, dans le cadre d'une mission scientifique du MNHN.
En 1891, Verneau publie à Paris Cinq années de séjour aux iles Canaries. L'œuvre est très bien accueillie par le public.
En 1892, il devient assistant d'Ernest Hamy lorsque ce dernier succède à Quatrefages († 1892). La même année, il est chargé d'enseigner l'ethnographie à l'École coloniale ; le conseil municipal de Paris lui attribue la chaire d'anthropologie nouvellement créée à l'Hôtel de ville ; il va en Italie dans le cadre d'une mission scientifique du Ministère de l'Instruction publique.
En 1894, il est délégué par le Ministère de l'Instruction publique à la Conférence internationale de Sarajevo.
En 1897 et 1898, le Ministère de l'Instruction publique lui confie les fouilles des cimetières gallo-romain et mérovingien de Mareuil-sur-Ourcq, et en 1898 de l'allée couverte d'Ermenonville.
En 1904 et 1908, il occupe la chaire d'anthropologie du Muséum national d'histoire naturelle.
En 1905, il devient professeur de paléontologie humaine à l'École d'anthropologie.
En 1907, il est nommé conservateur du Musée d'Ethnographie du Trocadéro. En 1908, il devient directeur du Musée d'Ethnographie du Trocadéro, après y avoir travaillé pendant trois ans comme conservateur. Il est à l'apogée de sa carrière.[réf. nécessaire]
En 1909, il est membre de la sous-commission des Monuments préhistoriques au Ministère de l'Instruction publique, et membre de la Commission des Voyages et Missions scientifiques et littéraires au Ministère de l'Instruction publique.
En 1926, il publie son ouvrage le plus connu : Les Origines de l'humanité. Mais toutes ces activités ne lui font pas perdre pour autant contact avec les iles Canaries : il continue par exemple à correspondre régulièrement avec le Museo Canario.
En 1932, la direction du musée invite René Verneau, alors à la retraite, à venir à la Grande Canarie. Il accepte la proposition et passe plusieurs mois dans l'ile, hébergé par l'institution.
Le dernier voyage de Verneau aux iles Canaries a lieu en 1935. Il est une nouvelle fois invité par le Museo Canario. L'anthropologue, bien qu'affaibli par l'âge, actualise les fichiers du musée et réorganise le fonds. Une fois son travail terminé, René Verneau salue une dernière fois ses amis canariens et rentre en France.
Il meurt à Paris en 1938, à l'âge de 85 ans.

## Distinctions honorifiques
- 1888 : Officier de l'Instruction publique.
- 1906 : Chevalier de la Légion d'Honneur.
- 1875 : Lauréat de la Faculté de médecine de Paris (Médaille de 1re classe).
- 1876 : Lauréat de la Société d'anthropologie de Paris (Prix Godard).
- 1881 : Lauréat du Congrès international de Géographie de Venise (Diplôme d'honneur).
- 1884 : Lauréat du Congrès international de Géographie de Toulouse (Diplôme d'honneur).
- 1888 : Lauréat de la Société de géographie de Paris (Prix Logerot[5]).
- 1889 : Lauréat de l'Exposition universelle (Médaille d'argent, section de l'Enseignement supérieur).
- 1890 : Lauréat de l'Institut (Prix Delalande-Guérineau, à l'Académie des inscriptions et belles-lettres).
- 1908 : Lauréat du Concours international d'Histoire et d'Archéologie américaines (Prix Léonce Angrand, à la Bibliothèque Nationale)[2].

(liste jusqu'en 1909, incomplète)

## Hommages
Le Lycée français René-Verneau de Gran Canaria porte son nom.

## Publications
- [1891] Cinq années de séjour aux Iles Canaries, Paris, A. Hennuyer, 1891, 450 p., sur gallica (lire en ligne).
- [1924] « La race de Neanderthal et la race de Grimaldi - leur rôle dans l'humanité », The Journal of the Royal Anthropological Institute of Great Britain and Ireland, no 54,‎ 1924, p. 211-230.
- [1926] Les origines de l'humanité, 1926.
- [1927] « À propos de la déformation artificielle du crâne chez les Mombouttous de l'Ouellé », Bulletin du Muséum national d'histoire naturelle, no 4,‎ 1927, p. 287-294 (lire en ligne [sur archive.org]).
- [1931] Histoire naturelle illustrée : l'homme, races et coutumes, Paris, Larousse, 1931.

Voir aussi
- la liste (avec liens) des publications de René Verneau sur gallica ; et
- [« Titres et travaux », 1909] René Verneau, Titres et travaux scientifiques de M. R. Verneau, Paris, impr. Levé, 1909, 67 p., sur archive.org (lire en ligne).

Direction éditoriale
- Rédacteur en chef (avec Marcellin Boule) de L'Anthropologie (57 nos  en ligne sur gallica)